# Theresa Kachindamoto
Theresa Kachindamoto är en stamhövding, så kallad inkosi, i Dedza-distriktet på Malawi. Hon har informell makt över mer än 900 000 invånare, och har gjort stora insatser för att stoppa barnäktenskap i landet.

## Bakgrund
Theresa Kachindamoto är yngst i en syskonskara på tolv barn. Hennes familj har styrt Dedza-distriktet vid Malawisjön i generationer. Kachindamoto arbetade som sekreterare på ett universitet i södra Malawi i 27 år, gifte sig och fick fem söner. 2003 utsågs hon till hövding och återvände därför till Dedza, där hon mottog den traditionella röda klädnaden och huvudbonaden av leopardskinn. 
Hon efterträdde Justino Kachindamoto VI, som innehaft titeln år 1988 till 2001, och Sunduzeni, som styrt mellan 2001 och 2003. Theresa Kachindamoto tillhör Cidiaonga-grenen av Maseko- eller Gomanidynastin.

## Barnäktenskap
Malawi är ett av de fattigaste länderna i världen, och tio procent av befolkningen har HIV. Mer än hälften av flickorna gifter sig före 18 års ålder, enligt en undersökning FN gjorde 2012, och rankas därför som ett av de länder i världen som har högst andel barnäktenskap. Unga flickor, ibland så unga som sju år, utsätts också för sexuella invigningsriter i särskilda traditionella läger för så kallad kusasa fumbi (rening).
2015 lagstiftade Malawi mot barnäktenskap, men med föräldrarnas tillstånd kan undantag göras, varför bruket fortsätter, särskilt på landsbygden. En stor orsak är fattigdomen - flickans familj får en mun mindre att mätta. Dessutom får familjen pengar, getter eller kor i brudpris.
Kachindamoto blev illa berörd när hon återvände till sitt hemdistrikt och insåg hur vanligt barnäktenskap var i området. Hon kunde inte påverka föräldrarnas inställning, men hon övertalade 50 underhövdingar att förbjuda tidiga äktenskap och upplösa existerande barnäktenskap. Hon avsatte fyra hövdingar som var ansvariga för områden där traditionen fortsatte, men de fick tillbaka sina tjänster när hon fått bekräftat att barnäktenskapen upplösts.
Kachindamoto har sett till att hundratals barn fått återvända till skolan. I januari 2019 hade hon hunnit annullera fler än 2 500 barnäktenskap.
"Jag vill inte veta av unga äktenskap, de måste gå i skolan", sa hon i en intervju i Nyasa Times. "Nu har vi ändrat lagarna så att de skyddar alla i mitt område vad beträffar äktenskap, och vi accepterar inga heliga kor. Inget barn ska hänga hemma, och göra trädgårdsarbete eller hushållssysslor under skoltid. Ingen byledare eller präst ska förrätta en vigsel utan att kontrollera parets födelsedatum."
Hövding Kachindamoto har arbetat med grupper av mödrar, lärare, utvecklingskommittéer i byarna, religiösa ledare och andra icke-statliga organisationer. Hon har fått internationell uppmärksamhet för sitt arbete, och FN och Unicef planerar att använda hennes metoder för att minska antalet barnäktenskap i andra områden. Kachindamoto har ofta själv bekostat flickors utbildning efter att ha upplöst deras äktenskap. Hon säger: "Utbilda en flicka och du utbildar ett helt område… Du utbildar världen."